# Трошиновка
Трошиновка — хутор в Тимском районе Курской области России. Входит в состав Становского сельсовета.

## География
Хутор находится в восточной части Курской области, в подзоне широколиственных лесов, в пределах юго-западной части Среднерусской возвышенности, к северу от автотрассы Р298, на расстоянии примерно 11 километров (по прямой) к северо-западу от посёлка городского типа Тим, административного центра района. Абсолютная высота — 201 метр над уровнем моря.
Климат
Климат характеризуется как умеренно континентальный, с тёплым летом и умеренно холодной зимой. Среднегодовая температура — 5,6 °C. Абсолютный минимум температуры воздуха самого холодного месяца (января) составляет −37 °C; абсолютный максимум самого тёплого месяца (июля) — 40 °C. Среднегодовое количество атмосферных осадков составляет 582 мм, из которых 460 мм выпадает в тёплый период года. Снежный покров образуется в конце ноября и держится в течение 130—145 дней в году.
Часовой пояс
Хутор Трошиновка, как и вся Курская область, находится в часовой зоне МСК (московское время). Смещение применяемого времени относительно UTC составляет +3:00.

## Население
| 2002 | 2010 |
| ---- | ---- |
| 15   | ↘10  |

Половой состав
По данным Всероссийской переписи населения 2010 года в половой структуре населения мужчины составляли 60 %, женщины — соответственно 40 %.
Национальный состав
Согласно результатам переписи 2002 года, в национальной структуре населения русские составляли 93 % из 15 чел.